# جان بچت
جان بچت (انگلیسی: John Becht; ۱۳ اکتبر ۱۸۸۶ – ) دوچرخه‌سوار اهل ایالات متحده آمریکا بود. وی در بازی‌های المپیک تابستانی ۱۹۱۲ شرکت کرده است.